# Aino Forsten
Aino, wł. Aina Aleksandra Forsten z domu Rainio (ur. 4 kwietnia 1885 w Maarii, według innego źródła w Abo, zm. 27 listopada 1937 w Pietrozawodsku) – fińska działaczka socjalistyczna i komunistyczna, w 1917-1918 r. deputowana do parlamentu Finlandii. Ofiara wielkiej czystki w ZSRR.

## Życiorys
Pochodziła z ubogiej rodziny chłopskiej. Ukończyła szkołę podstawową. Pracowała od 10 roku życia, najpierw pomagając w redakcji pisma „Aura”, następnie nauczyła się zawodu szwaczki. Wspólnie z bratem Jussim Rainio utworzyła w Abo spółdzielnię robotniczą. Od 1902 r. pracowała w Wyborgu jako sprzedawczyni. W 1904 r. wstąpiła do Socjaldemokratycznej Partii Finlandii. Brała udział w socjalistycznych manifestacjach w guberni Abo-Björneborskiej, działała w ruchu spółdzielczym i kobiecym. W 1909 r. wyszła za mąż za listonosza Karla Wernera Forstena. W 1917 r. została wybrana do fińskiego parlamentu z ramienia partii socjaldemokratycznej.
Podczas wojny domowej w Finlandii należała do Głównej Rady Robotniczej, utworzonego przez rewolucjonistów najwyższego organu władzy na terenach opanowanych przez czerwonych. W 1918 r., po klęsce fińskich czerwonych udała się razem z mężem do Rosji Radzieckiej. W tym samym roku wstąpiła do Komunistycznej Partii Finlandii. W latach 1918–1920 żyła w Piotrogrodzie, pracując dla partii. W 1920 r. Forstenowie przeprowadzili się do Pietrozawodska. Aino Forsten objęła tam stanowisko kierowniczki sekcji fińskiej w wydziale oświaty ludowej. W 1923 r. została kierowniczką rejonowego wydziału ochrony zdrowia w Uchcie. Od 1927 r. działała również w organizowanym przez władze radzieckie ruchu kobiecym. W latach 1930–1936 była dyrektorką dziewięcioklasowej szkoły z fińskim językiem wykładowym w Pietrozawodsku.
Padła ofiarą stalinowskiej wielkiej czystki: w 1937 r. została aresztowana, skazana na śmierć przez trójkę NKWD dla Karelskiej Autonomicznej SRR i 27 listopada tego samego roku rozstrzelana. W 1955 r. zapadła decyzja o jej rehabilitacji.